# Altair Baffa
Altair Baffa (Rio de Janeiro, 1944 — Rio de Janeiro, 17 de novembro de 2007) foi um jornalista brasileiro.
Altair começou a carreira na década de 1960. Trabalhou no programa Esporte Espetacular da TV Globo, na Rádio Record e no jornal O Estado de S.Paulo, entre outras importantes empresas de comunicação. Foi professor universitário e ajudou na formação de profissionais como Tino Marcos, Jorge Luiz Rodrigues e César Seabra.
Pai de Mariana Baffa, era irmão do também jornalista Ayrton Baffa e do fotojornalista Alcir Baffa.